# Serbisk smörblomma
Serbisk smörblomma (Ranunculus serbicus) är en ranunkelväxtart som beskrevs av Roberto de Visiani. Serbisk smörblomma ingår i släktet ranunkler, och familjen ranunkelväxter. Inga underarter finns listade i Catalogue of Life.

## Bildgalleri

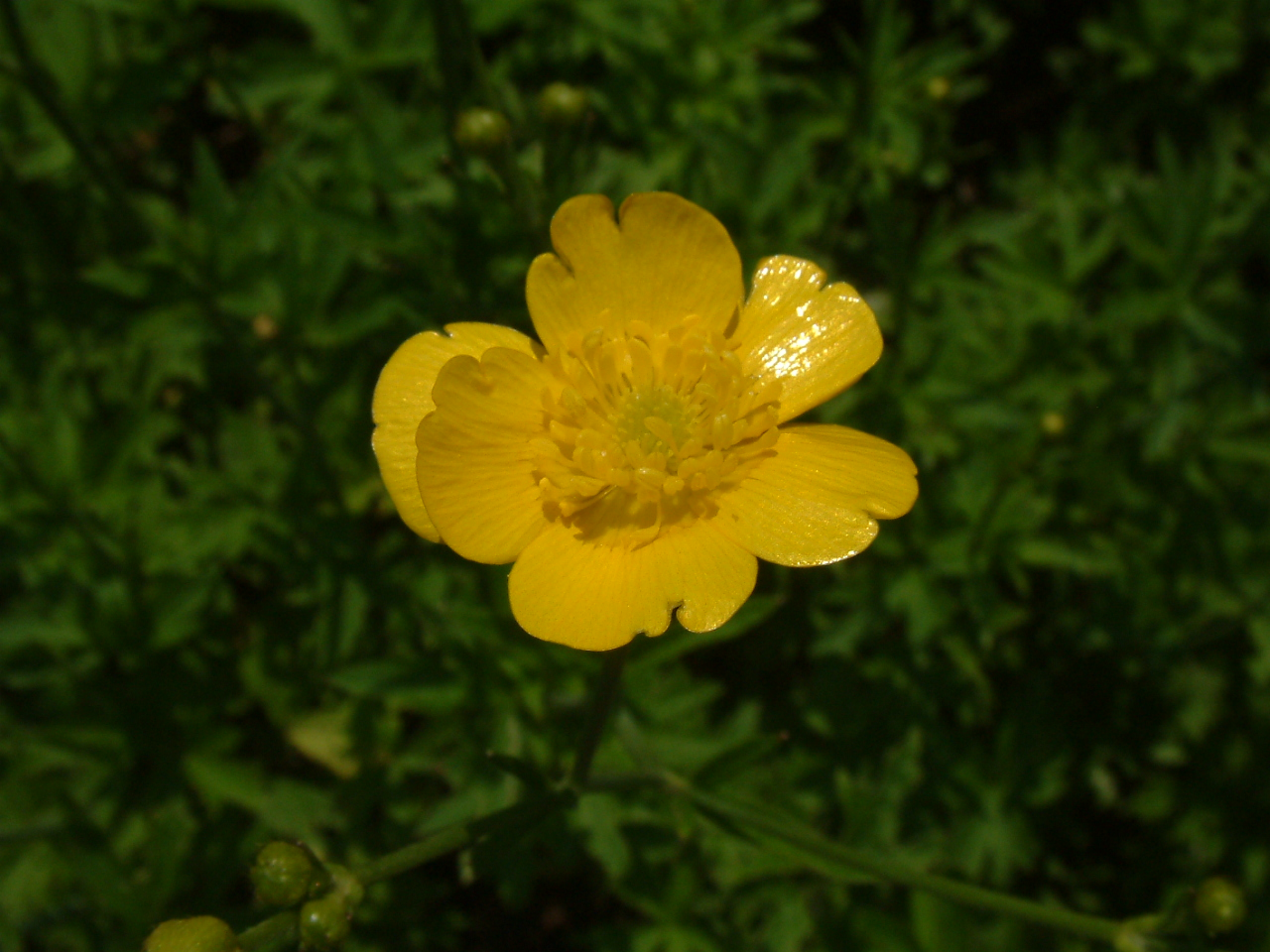
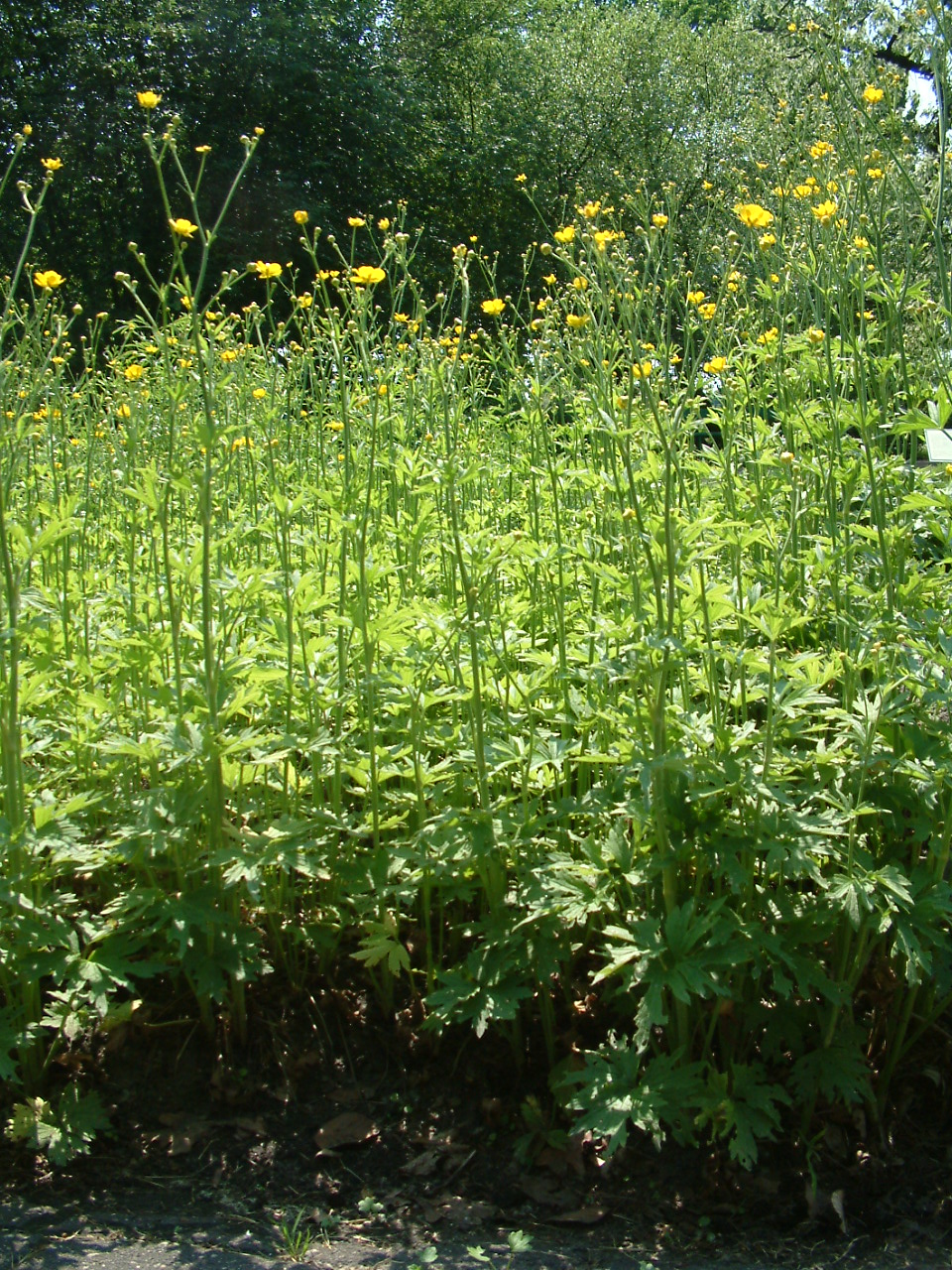